# För fäderneslandet (musikalbum)
För fäderneslandet är det andra albumet av det svenska vikingarockbandet Ultima Thule. Albumet spelades in sommaren 1992 och gavs ut senare samma år. Skivan sålde platina, med över 100 000 sålda exemplar.
I 16 veckor, 30 juni-24 november 1993, befann sig albumet på Sverigetopplistan. Topplaceringen blev 2:a plats under en vecka.

## Låtförteckning
Alla låtar har skrivits av Jan Thörnblom, såvida inget annat anges.
| Nr  | Titel                | Kompositör                                | Längd |
| --- | -------------------- | ----------------------------------------- | ----- |
| 1.  | Poltava              |                                           | 3:39  |
| 2.  | Änglamark            | Evert Taube                               | 3:18  |
| 3.  | Psychokiller         |                                           | 4:34  |
| 4.  | Stolt och stark      |                                           | 3:37  |
| 5.  | Du gamla, du fria    | Richard Dybeck                            | 2:54  |
| 6.  | Besten               |                                           | 2:40  |
| 7.  | Rain                 |                                           | 1:56  |
| 8.  | Schottis på Valhall  | Ulf Peder Olrog                           | 3:16  |
| 9.  | Fädernesland         |                                           | 4:19  |
| 10. | Drakskepp            |                                           | 3:26  |
| 11. | Lonely Boy           | Paul Cook, Steve Jones                    | 2:38  |
| 12. | The Old One Knows    |                                           | 4:08  |
| 13. | Aldrig slav          |                                           | 2:18  |
| 14. | Be My Baby           | Phil Spector, Jeff Barry, Ellie Greenwich | 3:48  |
| 15. | Du gamla, du fria II | Richard Dybeck                            | 1:18  |

## Listplaceringar
| Lista (1993) | Topplacering |
| ------------ | ------------ |
| Sverige      | 2            |